# Deck McGuire
William Deck McGuire (né le 23 juin 1989 à Richmond, Virginie, États-Unis) est un lanceur droitier des de la Ligue majeure de baseball.

## Carrière

### Ligues mineures
Joueur des Yellow Jackets de l'Georgia Tech, Deck McGuire le 11e athlète sélectionné lors du repêchage amateur de 2010 et est un choix de première ronde des Blue Jays de Toronto. Il est le premier de 4 joueurs que Toronto a le droit de réclamer au premier tour de sélection en 2010, et est choisi devant Aaron Sanchez (34e au total) et Noah Syndergaard (38e). McGuire accepte de Toronto un premier contrat professionnel et perçoit une prime à la signature de 2 millions de dollars, mais son développement ne suit pas la même voie que les futures étoiles Sanchez et Syndergaard.
De 2011 à 2014, McGuire joue en ligues mineures avec des clubs affiliés aux Blue Jays. Toronto l'abandonne et le transfère le 25 juillet 2014 aux Athletics d'Oakland contre un montant d'argent. Après avoir complété sa saison de ligues mineures avec le club-école de niveau Triple-A des Athetics, les River Cats de Sacramento, en 2014, McGuire signe un contrat des mineures avec les Dodgers de Los Angeles deux jours avant le début de la saison de 2015 de Ligue du Texas et est assigné aux Drillers de Tulsa (niveau Double-A) avant de poursuivre la saison avec l'affilié des Dodgers au niveau AAA à Oklahoma City. Il passe 2016 avec des affiliés des Cardinals de Saint-Louis en ligues mineures, jouant comme lanceur partant pour les Redbirds de Memphis.
En 2017, il rejoint l'organisation des Reds de Cincinnati où il brille toute l'année dans la rotation de lanceurs partants des Blue Wahoos de Pensacola, au niveau Double-A des mineures, et maintient une moyenne de points mérités de 2,79 en 168 manches lancées. Les observateurs dans l'organisation des Reds apprécient particulièrement sa balle cassante. Cincinnati le rappelle des mineures en septembre 2017 pour l'ajouter à l'enclos de relève des Reds pour la fin de la saison.

### Reds de Cincinnati
Deck McGuire fait ses débuts dans le baseball majeur à 28 ans comme lanceur de relève pour Cincinnati le 12 septembre 2017.